# Mirco Lorenzetto

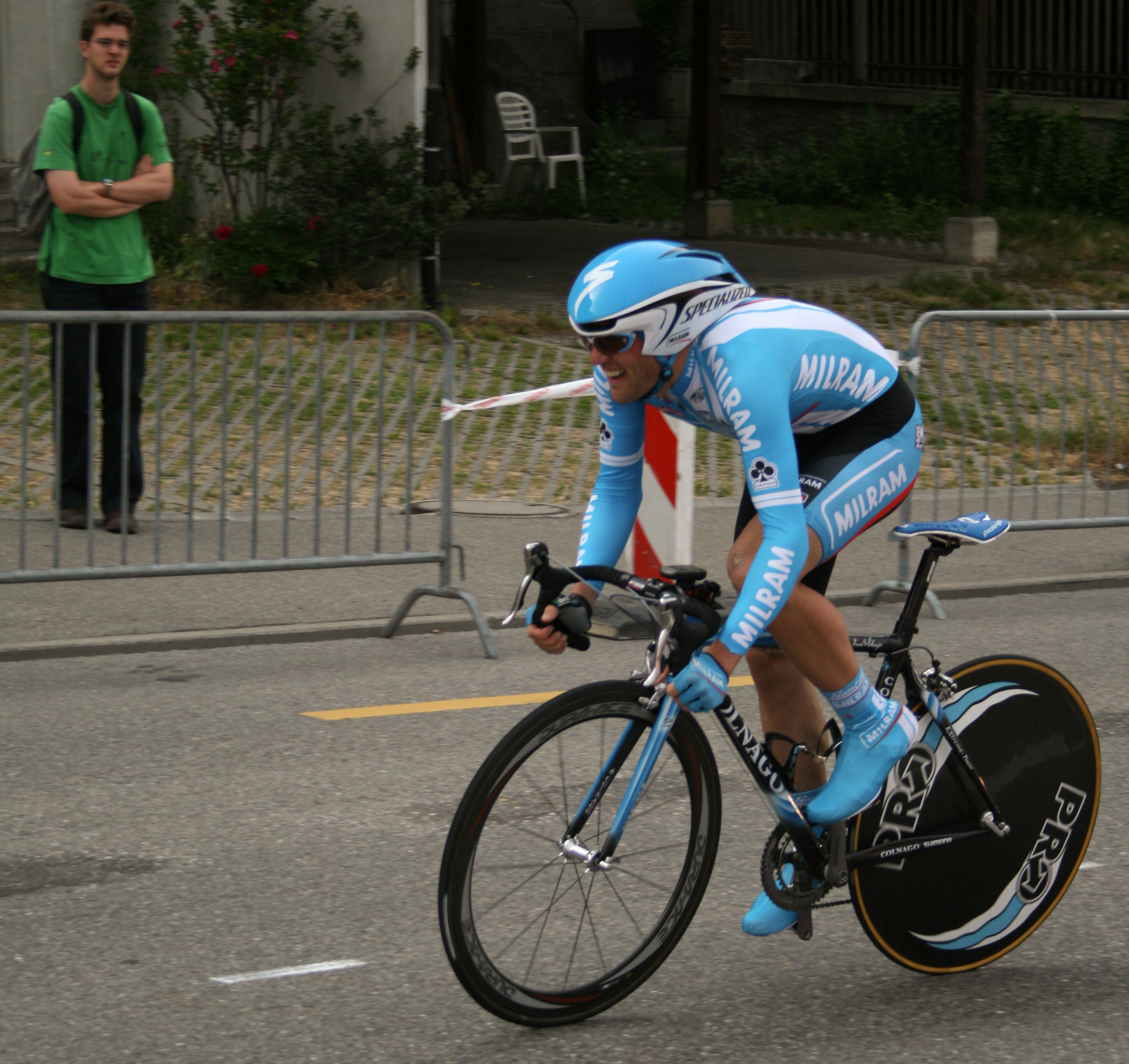
Mirco Lorenzetto

Mirco Lorenzetto (* 19. Juli 1981 in Vittorio Veneto) ist ein ehemaliger italienischer Radrennfahrer und späterer Sportlicher Leiter.
Lorenzetto konnte 2002 als U23-Fahrer zwei Etappen der Tour de Berlin sowie die Trofeo Banca Populare Piva gewinnen. 2004 bekam er seinen ersten Vertrag bei einem internationalen Radsportteam, der italienischen Mannschaft De Nardi. Nach einer Fusion fuhr er in der Saison 2005 bei Domina Vacanze. Er galt als starker Sprinter und gewann während seiner Elitekarriere Etappen der Mittelmeer-Rundfahrt, der Valencia-Rundfahrt, der Presidential Cycling Tour, des Giro di Sardegna und der Polen-Rundfahrt sowie das Eintagesrennen Giro del Friuli.
2011, im Alter von 30 Jahren, erklärte Lorenzetto seinen Rücktritt vom Radsport und wurde Sportlicher Leiter eines von seinem Vater geführten Eliteteams. Er plante die Gründung einer Radschule.

## Erfolge
2002
- zwei Etappen Tour de Berlin
- Trofeo Banca Populare Piva

2007
- eine Etappe Mittelmeer-Rundfahrt

2008
- eine Etappe Valencia-Rundfahrt
- eine Etappe Presidential Cycling Tour

2009
- zwei Etappen Giro di Sardegna
- Giro del Friuli

2010
- eine Etappe Tour de Pologne

## Teams
- 2004 De Nardi
- 2005 Domina Vacanze
- 2006 Team Milram
- 2007 Team Milram
- 2008 Lampre
- 2009 Lampre-N.G.C.
- 2010 Lampre-Farnese Vini
- 2011 Astana